# Матч всех звёзд НХЛ 2023
67-й матч всех звёзд Национальной хоккейной лиги состоялся 4 февраля 2023 года, в городе Санрайз, штат Флорида, на домашней арене клуба «Флорида Пантерз», «FLA Live-арена». Этот матч стал вторым в истории города. Первоначально планировалось, что Флорида примет матч всех звезд НХЛ 2021 года, но он был отменен из-за пандемии COVID-19.
Победителем матча звёзд стала команда Атлантического дивизиона, а самым ценным игроком был признан нападающий «Флориды Пантерз» Мэттью Ткачук, который набрал 7 (4+3) очков.

## Формат
Матч звёзд проходит в формате мини-турнира 3 на 3. На полуфинальной стадии между собой встречаются сборные звёзд Столичного и Тихоокеанского дивизионов, а также Центрального и Атлантического. Победители каждого матча встречаются в финале для определения победителя турнира. Продолжительность каждого матча 20 минут. По истечении 10 минут каждого матча, команды меняются воротами. При ничейном счёте после 20 минут победитель определяется в серии буллитов. Команда победившая в финале получает $ 1 млн.

## Определение составов
Первоначальный выбор состава был сделан Департаментом хоккейных операций лиги 5 января 2023 года и представляет собой первый этап процесса выбора игроков на матч всех звезд, в ходе которого были выбраны 32 игрока, по одному из каждой команды. Оставшиеся 12 игроков были выбраны путем голосования болельщиков, которое продлилось с 5 по 17 января, при этом болельщики голосовали за трех игроков от каждого дивизиона (двух полевых игроков и одного вратаря). Результаты голосования были объявлены 19 января.
11 января были объявлены тренеры команд. Главный тренер «Бостон Брюинз» Джим Монтгомери возглавил Атлантический дивизион, наставник «Каролины Харрикейнз» Род Бриндамор — Столичный дивизион, Питер Дебур из «Даллас Старз» — Центральный дивизион, а главный тренер «Вегас Голден Найтс» Брюс Кэссиди — Тихоокеанский дивизион. Тренеры определялись по наивысшему проценту набранных командой очков в своих дивизионах на 11 января.

### Восточная конференция
Выделеные игроки, выбраны в ходе голосования болельщиков
| Атлантический дивизион | Атлантический дивизион | Атлантический дивизион | Атлантический дивизион |
| ---------------------- | ---------------------- | ---------------------- | ---------------------- |
| Вратари                |                        |                        |                        |
| Номер                  | Страна                 | Имя                    | Клуб                   |
| 35                     | Флаг Швеции            | Линус Улльмарк         | «Бостон Брюинз»        |
| 88                     | Флаг России            | Андрей Василевский     | «Тампа-Бэй Лайтнинг»   |
| Защитники              |                        |                        |                        |
| Номер                  | Страна                 | Имя                    | Клуб                   |
| 26                     | Флаг Швеции            | Расмус Далин           | «Баффало Сейбрз»       |
| Нападающие             |                        |                        |                        |
| Номер                  | Страна                 | Имя                    | Клуб                   |
| 7                      | Флаг США               | Брэди Ткачук           | «Оттава Сенаторз»      |
| 14                     | Флаг Канады            | Ник Сузуки             | «Монреаль Канадиенс»   |
| 16                     | Флаг Финляндии         | Александр Барков       | «Флорида Пантерз»      |
| 16                     | Флаг Канады            | Митч Марнер            | «Торонто Мейпл Лифс»   |
| 19                     | Флаг США               | Мэттью Ткачук          | «Флорида Пантерз»      |
| 71                     | Флаг США               | Дилан Ларкин           | «Детройт Ред Уингз»    |
| 86                     | Флаг России            | Никита Кучеров         | «Тампа-Бэй Лайтнинг»   |
| 88                     | Флаг Чехии             | Давид Пастрняк         | «Бостон Брюинз»        |

| Столичный дивизион | Столичный дивизион | Столичный дивизион | Столичный дивизион     |
| ------------------ | ------------------ | ------------------ | ---------------------- |
| Вратари            |                    |                    |                        |
| Номер              | Страна             | Имя                | Клуб                   |
| 30                 | Флаг России        | Илья Сорокин       | «Нью-Йорк Айлендерс»   |
| 31                 | Флаг России        | Игорь Шестёркин    | «Нью-Йорк Рейнджерс»   |
| Защитники          |                    |                    |                        |
| Номер              | Страна             | Имя                | Клуб                   |
| 23                 | Флаг США           | Адам Фокс          | «Нью-Йорк Рейнджерс»   |
| Нападающие         |                    |                    |                        |
| Номер              | Страна             | Имя                | Клуб                   |
| 8                  | Флаг России        | Александр Овечкин  | «Вашингтон Кэпиталз»   |
| 10                 | Флаг России        | Артемий Панарин    | «Нью-Йорк Рейнджерс»   |
| 13                 | Флаг США           | Джонни Годро       | «Коламбус Блю Джекетс» |
| 13                 | Флаг США           | Кевин Хейз         | «Филадельфия Флайерз»  |
| 29                 | Флаг США           | Брок Нельсон       | «Нью-Йорк Айлендерс»   |
| 37                 | Флаг России        | Андрей Свечников   | «Каролина Харрикейнз»  |
| 86                 | Флаг США           | Джек Хьюз          | «Нью-Джерси Девилз»    |
| 87                 | Флаг Канады        | Сидни Кросби       | «Питтсбург Пингвинз»   |

### Западная конференция
| Центральный дивизион | Центральный дивизион | Центральный дивизион | Центральный дивизион |
| -------------------- | -------------------- | -------------------- | -------------------- |
| Вратари              |                      |                      |                      |
| Номер                | Страна               | Имя                  | Клуб                 |
| 37                   | Флаг США             | Коннор Хеллебайк     | «Виннипег Джетс»     |
| 74                   | Флаг Финляндии       | Юусе Сарос           | «Нэшвилл Предаторз»  |
| Защитники            |                      |                      |                      |
| Номер                | Страна               | Имя                  | Клуб                 |
| 4                    | Флаг США             | Сет Джонс            | «Чикаго Блэкхокс»    |
| 8                    | Флаг Канады          | Кейл Макар           | «Колорадо Эвеланш»   |
| 44                   | Флаг Канады          | Джош Моррисси        | «Виннипег Джетс»     |
| Нападающие           |                      |                      |                      |
| Номер                | Страна               | Имя                  | Клуб                 |
| 9                    | Флаг США             | Клейтон Келлер       | «Аризона Койотис»    |
| 21                   | Флаг США             | Джейсон Робертсон    | «Даллас Старз»       |
| 29                   | Флаг Канады          | Натан Маккиннон      | «Колорадо Эвеланш»   |
| 91                   | Флаг России          | Владимир Тарасенко   | «Сент-Луис Блюз»     |
| 96                   | Флаг Финляндии       | Микко Рантанен       | «Колорадо Эвеланш»   |
| 97                   | Флаг России          | Кирилл Капризов      | «Миннесота Уайлд»    |

| Тихоокеанский дивизион | Тихоокеанский дивизион | Тихоокеанский дивизион | Тихоокеанский дивизион |
| ---------------------- | ---------------------- | ---------------------- | ---------------------- |
| Вратари                |                        |                        |                        |
| Номер                  | Страна                 | Имя                    | Клуб                   |
| 36                     | Флаг Канады            | Логан Томпсон          | «Вегас Голден Найтс»   |
| 74                     | Флаг Канады            | Стюарт Скиннер         | «Эдмонтон Ойлерз»      |
| Защитники              |                        |                        |                        |
| Номер                  | Страна                 | Имя                    | Клуб                   |
| 65                     | Флаг Швеции            | Эрик Карлссон          | «Сан-Хосе Шаркс»       |
| Нападающие             |                        |                        |                        |
| Номер                  | Страна                 | Имя                    | Клуб                   |
| 19                     | Флаг США               | Трой Терри             | «Анахайм Дакс»         |
| 20                     | Флаг Канады            | Чендлер Стивенсон      | «Вегас Голден Найтс»   |
| 22                     | Флаг Швейцарии         | Кевин Фиала            | «Лос-Анджелес Кингз»   |
| 29                     | Флаг Германии          | Леон Драйзайтль        | «Эдмонтон Ойлерз»      |
| 40                     | Флаг Швеции            | Элиас Петтерссон       | «Ванкувер Кэнакс»      |
| 53                     | Флаг Канады            | Бо Хорват              | «Нью-Йорк Айлендерс»   |
| 91                     | Флаг Канады            | Назем Кадри            | «Калгари Флэймз»       |
| 97                     | Флаг Канады            | Коннор Макдэвид        | «Эдмонтон Ойлерз»      |

## «Олл-Стар Скиллз»
3 февраля прошло традиционное мастер-шоу, которое состояло из семи конкурсов, включая два специальных. Конкурс вратарей в 2023 году был изменён и вместо серии сейвов, был заменён на соревнование вратарских тандемов.
- «Fastest Skater» — Андрей Свечников (13.699 сек.)
- «Tendy Tandem» — Юусе Сарос / Коннор Хеллебайк (13 очков)
- «Hardest Shot» — Элиас Петтерссон (103.2 миль/час)
- «Breakaway Challenge» — Александр Овечкин / Сидни Кросби (40 баллов)
- «Accuracy Shooting» — Брок Нельсон (12.419 сек.)

Специальные конкурсы
- «Splash Shot» — Кейл Макар / Микко Рантанен (18,7 сек.)
- «Pitch 'n Puck» — Ник Сузуки (Бёрди)

## Сетка
|  | Полуфинал              | Полуфинал              | Полуфинал              | Полуфинал              | Полуфинал              | Полуфинал              | Полуфинал              | Полуфинал              | Полуфинал              | Полуфинал |                      |                      | Финал                  | Финал                  | Финал                  | Финал                  | Финал                  | Финал                  | Финал                  | Финал                  | Финал                  | Финал |
|  |                        |                        |                        |                        |                        |                        |                        |                        |                        |           |                      |                      |                        |                        |                        |                        |                        |                        |                        |                        |                        |       |
|  | Центральный дивизион   | Центральный дивизион   | Центральный дивизион   | Центральный дивизион   | Центральный дивизион   | Центральный дивизион   | Центральный дивизион   | Центральный дивизион   | Центральный дивизион   | 6         |                      |                      |                        |                        |                        |                        |                        |                        |                        |                        |                        |       |
|  | Центральный дивизион   | Центральный дивизион   | Центральный дивизион   | Центральный дивизион   | Центральный дивизион   | Центральный дивизион   | Центральный дивизион   | Центральный дивизион   | Центральный дивизион   | 6         |                      |                      |                        |                        |                        |                        |                        |                        |                        |                        |                        |       |
|  | Тихоокеанский дивизион | Тихоокеанский дивизион | Тихоокеанский дивизион | Тихоокеанский дивизион | Тихоокеанский дивизион | Тихоокеанский дивизион | Тихоокеанский дивизион | Тихоокеанский дивизион | Тихоокеанский дивизион | 4         |                      |                      |                        |                        |                        |                        |                        |                        |                        |                        |                        |       |
|  |                        |                        |                        |                        |                        |                        |                        |                        |                        |           | Центральный дивизион | Центральный дивизион | Центральный дивизион   | Центральный дивизион   | Центральный дивизион   | Центральный дивизион   | Центральный дивизион   | Центральный дивизион   | Центральный дивизион   | 5                      |                        |       |
|  |                        |                        |                        |                        |                        |                        |                        |                        |                        |           | Центральный дивизион | Центральный дивизион | Центральный дивизион   | Центральный дивизион   | Центральный дивизион   | Центральный дивизион   | Центральный дивизион   | Центральный дивизион   | Центральный дивизион   | 5                      |                        |       |
|  |                        |                        |                        |                        |                        |                        |                        |                        |                        |           |                      |                      | Атлантический дивизион | Атлантический дивизион | Атлантический дивизион | Атлантический дивизион | Атлантический дивизион | Атлантический дивизион | Атлантический дивизион | Атлантический дивизион | Атлантический дивизион | 7     |
|  | Столичный дивизион     | Столичный дивизион     | Столичный дивизион     | Столичный дивизион     | Столичный дивизион     | Столичный дивизион     | Столичный дивизион     | Столичный дивизион     | Столичный дивизион     | 6         |                      |                      | Атлантический дивизион | Атлантический дивизион | Атлантический дивизион | Атлантический дивизион | Атлантический дивизион | Атлантический дивизион | Атлантический дивизион | Атлантический дивизион | Атлантический дивизион | 7     |
|  | Столичный дивизион     | Столичный дивизион     | Столичный дивизион     | Столичный дивизион     | Столичный дивизион     | Столичный дивизион     | Столичный дивизион     | Столичный дивизион     | Столичный дивизион     | 6         |                      |                      |                        |                        |                        |                        |                        |                        |                        |                        |                        |       |
|  | Атлантический дивизион | Атлантический дивизион | Атлантический дивизион | Атлантический дивизион | Атлантический дивизион | Атлантический дивизион | Атлантический дивизион | Атлантический дивизион | Атлантический дивизион | 10        |                      |                      |                        |                        |                        |                        |                        |                        |                        |                        |                        |       |
|  | Атлантический дивизион | Атлантический дивизион | Атлантический дивизион | Атлантический дивизион | Атлантический дивизион | Атлантический дивизион | Атлантический дивизион | Атлантический дивизион | Атлантический дивизион | 10        |                      |                      |                        |                        |                        |                        |                        |                        |                        |                        |                        |       |
|  |                        |                        |                        |                        |                        |                        |                        |                        |                        |           |                      |                      |                        |                        |                        |                        |                        |                        |                        |                        |                        |       |

## Матчи

### Полуфинал
| 4 февраля 2023 15:00 | Центральный дивизион | 6 : 4 (3:2, 3:2) | Тихоокеанский дивизион | FLA Live-арена, Санрайз Зрителей: 19 250 |

| Отчёт | Отчёт                                                       | Отчёт | Отчёт                                                    | Отчёт                                                                    |
| --- | ----------------------------------------------------------- | --- | -------------------------------------------------------- | ------------------------------------------------------------------------ |
| |                                                             | |                                                          |                                                                          |
| | Коннор Хеллебайк — 00:00-10:00 Юусе Сарос — 10:00-20:00     | Вратари | 00:00-10:00 — Логан Томпсон 10:00-19:27 — Стюарт Скиннер | Судьи: Гислейн Эбер Кайл Реман Линейные судьи: Брэд Ковачик Кил Марчисон |
| | Голы:                                                       | |                                                          | Судьи: Гислейн Эбер Кайл Реман Линейные судьи: Брэд Ковачик Кил Марчисон |
| Натан Маккиннон — 03:15 (М. Рантанен) Сет Джонс — 06:52 (В. Тарасенко) Натан Маккиннон — 08:38 (М. Рантанен, К. Макар) Клейтон Келлер — 10:18 (В. Тарасенко, С. Джонс) Владимир Тарасенко — 15:32 (К. Келлер, Ю. Сарос) Клейтон Келлер — 18:07 (С. Джонс, В. Тарасенко) | 1 : 0 1 : 1 2 : 1 2 : 2 3 : 2 4 : 2 5 : 2 5 : 3 5 : 4 6 : 4 | 03:48 — Коннор Макдэвид (Э. Карлссон) 07:55 — Элиас Петтерссон (Б. Хорват, К. Фиала) 26:22 — Элиас Петтерссон (К. Фиала) 17:27 — Эрик Карлссон (Л. Драйзайтль) |                                                          | Судьи: Гислейн Эбер Кайл Реман Линейные судьи: Брэд Ковачик Кил Марчисон |
| |                                                             | |                                                          | Судьи: Гислейн Эбер Кайл Реман Линейные судьи: Брэд Ковачик Кил Марчисон |
| |                                                             | |                                                          | Судьи: Гислейн Эбер Кайл Реман Линейные судьи: Брэд Ковачик Кил Марчисон |
| |                                                             | |                                                          | Судьи: Гислейн Эбер Кайл Реман Линейные судьи: Брэд Ковачик Кил Марчисон |
| 0 мин | Штраф                                                       | 0 мин |                                                          | Судьи: Гислейн Эбер Кайл Реман Линейные судьи: Брэд Ковачик Кил Марчисон |
| 0 | Большинство                                                 | 0 |                                                          |                                                                          |
| | 14                                                          | Броски | 22                                                       |                                                                          |

| 4 февраля 2023 16:00 | Столичный дивизион | 6 : 10 (3:4, 3:6) | Атлантический дивизион | FLA Live-арена, Санрайз Зрителей: 19 250 |

| Отчёт | Отчёт                                                                                      | Отчёт | Отчёт                                                         | Отчёт                                                                    |
| --- | ------------------------------------------------------------------------------------------ | --- | ------------------------------------------------------------- | ------------------------------------------------------------------------ |
| |                                                                                            | |                                                               |                                                                          |
| | Игорь Шестёркин — 00:00-10:00 Илья Сорокин — 10:00-20:00                                   | Вратари | 00:00-10:00 — Линус Улльмарк 10:00-20:00 — Андрей Василевский | Судьи: Гислейн Эбер Кайл Реман Линейные судьи: Брэд Ковачик Кил Марчисон |
| | Голы:                                                                                      | |                                                               | Судьи: Гислейн Эбер Кайл Реман Линейные судьи: Брэд Ковачик Кил Марчисон |
| Джонни Годро — 05:20 (А. Панарин) Джонни Годро — 05:40 (А. Панарин, К. Хейз) Сидни Кросби — 06:19 (А. Овечкин) Джонни Годро — 10:25 (А. Панарин, К. Хейз) Сидни Кросби — 11:58 (А. Овечкин) Александр Овечкин — 12:21 (А. Фокс, С. Кросби) | 0 : 1 0 : 2 1 : 2 2 : 2 3 : 2 3 : 3 : 4 : 4 5 : 4 6 : 4 6 : 5 6 : 6 : 7 6 : 8 6 : 9 6 : 10 | 00:36 — Мэттью Ткачук (А. Барков, Б. Ткачук) 04:08 — Дилан Ларкин (М. Ткачук, Б. Ткачук) 06:59 — Брэди Ткачук (М. Ткачук, А. Барков) 07:55 — Ник Сузуки (М. Марнер, Л. Улльмарк) 13:49 — Мэттью Ткачук (М. Марнер, Д. Ларкин) 14:31 — Никита Кучеров (М. Марнер) 15:51 — Ник Сузуки (Д. Пастрняк, Р. Далин) 16:49 — Мэттью Ткачук (А. Барков, Б. Ткачук) 19:00 — Дилан Ларкин (п.в.) 19:47 — Давид Пастрняк |                                                               | Судьи: Гислейн Эбер Кайл Реман Линейные судьи: Брэд Ковачик Кил Марчисон |
| |                                                                                            | |                                                               | Судьи: Гислейн Эбер Кайл Реман Линейные судьи: Брэд Ковачик Кил Марчисон |
| |                                                                                            | |                                                               | Судьи: Гислейн Эбер Кайл Реман Линейные судьи: Брэд Ковачик Кил Марчисон |
| |                                                                                            | |                                                               | Судьи: Гислейн Эбер Кайл Реман Линейные судьи: Брэд Ковачик Кил Марчисон |
| 0 мин | Штраф                                                                                      | 0 мин |                                                               | Судьи: Гислейн Эбер Кайл Реман Линейные судьи: Брэд Ковачик Кил Марчисон |
| 0 | Большинство                                                                                | 0 |                                                               |                                                                          |
| | 20                                                                                         | Броски | 23                                                            |                                                                          |

### Финал
| 4 февраля 2023 17:00 | Центральный дивизион | 5 : 7 (0:3, 5:4) | Атлантический дивизион | FLA Live-арена, Санрайз Зрителей: 19 250 |

| Отчёт | Отчёт                                                                   | Отчёт | Отчёт                                                         | Отчёт                                                                    |
| --- | ----------------------------------------------------------------------- | --- | ------------------------------------------------------------- | ------------------------------------------------------------------------ |
| |                                                                         | |                                                               |                                                                          |
| | Юусе Сарос — 00:00-10:00 Коннор Хеллебайк — 10:00-20:00                 | Вратари | 00:00-10:00 — Линус Улльмарк 10:00-20:00 — Андрей Василевский | Судьи: Гислейн Эбер Кайл Реман Линейные судьи: Брэд Ковачик Кил Марчисон |
| | Голы:                                                                   | |                                                               | Судьи: Гислейн Эбер Кайл Реман Линейные судьи: Брэд Ковачик Кил Марчисон |
| Микко Рантанен — 14:09 (Н. Маккиннон, К. Макар) Джейсон Робертсон — 18:47 (Дж. Моррисси) Клейтон Келлер — 19:07 Натан Маккиннон — 19:39 (К. Макар) Кейл Макар — 19:52 (М. Рантанен, Н. Маккиннон) | 0 : 1 0 : 2 0 : 3 0 : 4 1 : 4 1 : 5 2 : 5 2 : 6 3 : 6 3 : 7 4 : 7 5 : 7 | 00:37 — Мэттью Ткачук (Б. Ткачук) 04:05 — Никита Кучеров (М. Марнер, М. Ткачук) 09:17 — Дилан Ларкин (М. Марнер) 12:03 — Дилан Ларкин (М. Марнер, Н. Кучеров) 17:14 — Давид Пастрняк 18:54 — Дилан Ларкин 19:24 — Расмус Далин (А. Барков) |                                                               | Судьи: Гислейн Эбер Кайл Реман Линейные судьи: Брэд Ковачик Кил Марчисон |
| |                                                                         | |                                                               | Судьи: Гислейн Эбер Кайл Реман Линейные судьи: Брэд Ковачик Кил Марчисон |
| |                                                                         | |                                                               | Судьи: Гислейн Эбер Кайл Реман Линейные судьи: Брэд Ковачик Кил Марчисон |
| |                                                                         | |                                                               | Судьи: Гислейн Эбер Кайл Реман Линейные судьи: Брэд Ковачик Кил Марчисон |
| 0 мин | Штраф                                                                   | 0 мин |                                                               | Судьи: Гислейн Эбер Кайл Реман Линейные судьи: Брэд Ковачик Кил Марчисон |
| 0 | Большинство                                                             | 0 |                                                               |                                                                          |
| | 22                                                                      | Броски | 25                                                            |                                                                          |

### Комментарии
1. ↑  Заменил травмированного Тэйджа Томпсона
2. ↑  Заменил травмированного Остона Мэттьюса
3. ↑  Заменил травмированного Мэтти Бенирса
4. ↑  30 января 2023 года обменян из «Ванкувер Кэнакс »в «Нью-Йорк Айлендерс». 1 февраля было объявлено, что игрок на матче звёзд будет представлять «Айлендерс», но останется в Тихоокеанском дивизионе